# Loweria heteropa
Loweria heteropa är en fjärilsart som beskrevs av Oswald Beltram Lower 1901. Loweria heteropa ingår i släktet Loweria och familjen mätare. Inga underarter finns listade i Catalogue of Life.